# داريل ساتلر
داريل ساتلر (بالإنجليزية: Daryl Sattler)‏ هو لاعب كرة قدم أمريكي في مركز حراسة المرمى، ولد في 5 سبتمبر 1980 في ميامي في الولايات المتحدة. لعب مع أتلانتا سيلفرباكس وسان أنتونيو سكوربيونز.